# Памятник Тарасу Шевченко (Славянск)
Памятник Тарасу Шевченко (укр.  Пам'ятник Тарасу Шевченку) — монумент, воздвигнутый в честь украинского поэта, прозаика, художника и этнографа Тараса Григорьевича Шевченко в городе Славянске (Украина).
Памятник украинскому поэту Тарасу Григорьевичу Шевченко (1814—1861) был установлен в марте 1992 года, на улице Шевченко, в честь 186-й годовщины со дня рождения. Монумент сделан из гранита и железобетона. По задумке автора такое же мощной, непоколебимой, как гранит, была любовь Тараса Григорьевича к своей Родине — Украине.